# Hüttendorf (Worpswede)
Hüttendorf ist ein Ortsteil der Gemeinde Worpswede im Landkreis Osterholz in Niedersachsen.

## Geschichte
Hüttendorf wurde im Rahmen der Moorkolonisierung des Teufelsmoores im Jahr 1776 gegründet. Im Jahr 1789 wird angegeben, dass der Ort über 18 Häuser und eine Hütte verfüge, in denen 101 Einwohner, darunter 64 Kinder, lebten. Bei der Volkszählung im Jahr 1871 wurden in 29 Wohngebäuden 190 Einwohner gezählt. Im Jahr 1910 hatte der Ort 167 Einwohner.